# Bob Orton Sr.
Robert Dale Orton Sr. (Kansas City (Kansas), 21 juli 1929 - Las Vegas (Nevada), 16 juli 2006), beter bekend als Bob Orton Sr., was een Amerikaans professioneel worstelaar. Hij was de vader van "Cowboy" Bob Orton Jr. en Barry Orton), en de grootvader van Randy Orton.

## Kampioenschappen en prestaties
- American Wrestling Association
  - AWA Midwest Heavyweight Championship (2 keer)
  - AWA Midwest Tag Team Championship (3 keer; 1x met Mike DiBiase en 2x met Maurice Vachon)
  - Nebraska Heavyweight Championship (1 keer)

- Big Time Wrestling
  - NWA Texas Tag Team Championship (1 keer met Lord Alfred Hayes)

- Central States Wrestling
  - NWA Central States Heavyweight Championship (2 keer)
  - NWA North American Tag Team Championshpi (1 keer met Buddy Austin)
  - NWA United States Heavyweight Championship (1 keer)

- Championship Wrestling from Florida
  - NWA Florida Southern Heavyweight Championship (6 keer)
  - NWA Florida Tag Team Championship (3 keer; 1x met Dennis Hall, 1x met Hiro Matsuda en 1x met Bob Orton Jr.)
  - NWA World Tag Team Championship (2 keer met Eddie Graham)

- Georgia Championship Wrestling
  - NWA Southern Heavyweight Championship (1 keer)

- NWA Western States Sports
  - NWA Southwest Heavyweight Championship (1 keer)

- St. Louis Wrestling Club
  - NWA Missouri Heavyweight Championship (1 keer)